# Райан, Энтони (писатель)
Энтони Райан (англ. Anthony Ryan; род. 1970, Шотландия) — английский писатель-фантаст, историк, наиболее известен по циклам произведений о Ваэлине Аль-Сорна, которые он начал в 2013 году.

## Биография
Энтони Райан родился в Шотландии в 1970 году, но большую часть жизни провёл в Лондоне. По образованию Райан историк, к его интересам относится искусство и наука.

### Тень ворона (Raven's Shadow)
Цикл написан в жанре эпического фэнтези, рассказывающий историю Ваэлина Аль-Сорна.
- Песнь крови (англ. Blood Song) (2013)
- Владыка башни (англ. Tower Lord) (2014)
- Королева пламени (англ. Queen of Fire) (2015)

На русском языке все три книги цикла были выпущены издательствами «Эксмо» (выпущена только «Песнь крови») и «Фантастика Книжный Клуб» (перевыпущены все три книги цикла).
В ноябре 2019 года стало известно, что студия BCDF Pictures получила права на экранизацию первого романа трилогии.

### Клинок ворона (Raven's Blade)
Дилогия «Клинок ворона» является продолжением трилогии «Тень ворона».
- Зов волка (англ. The Wolf’s Call) (2019)
- Чёрная песнь (англ. The Black Song) (2020)

### Городской блюз (Slab City Blues)
Цикл в жанре научно-фантастического детектива (SF-Noir), повествующий о работе детектива Алекса Маклауда на орбитальной станции «Лазарус-сити».
- Городской блюз (англ. Slab City Blues)
- Городской блюз: Песня для мадам Чой (англ. Slab City Blues: A Song for Madame Choi)
- Городской блюз: Гимн давно погибшим богам (англ. Slab City Blues: A Hymn to Gods Long Dead)
- Городской блюз: Баллада о Плохом Джеке (англ. Slab City Blues: The Ballad of Bad Jack)
- Городской блюз: Ария Рагнарёка (англ. Slab City Blues: An Aria for Ragnarok)
- Городской блюз: Антология (англ. Slab City Blues: The Collected Stories) — антология, объединяющая все пять рассказов цикла.

### Память драконов (The Draconis Memoria)
- Пробуждение огня (англ. The Waking Fire) (июнь 2016)
- Легион пламени (англ. The Legion of Flame) (июнь 2017)
- Империя праха (англ. The Empire of Ashes) (июль 2018)

### Семь мечей (The Seven Swords)
Цикл повестей, рассказывающий о человеке по имени Странник (англ. Pilgrim), вооружённом проклятым мечом, и его путешествии в поисках Безумного Бога.
- Паломничество мечей (англ. A Pilgrimage of Swords) (2019)
- Зуб кракена (англ. Kraken’s Tooth) (2020)
- Город песен (англ. City of Songs) (2021)

- Крепость Блэкфайер (англ .To blackfire keep) (2022)
- Через Море Скорби  (англ. Across the Sorrow sea) (2023)
- Дорога бурь (англ. The road of storms) (2024)

### Стальной завет (The Covenant of Steel)
- Изгой (англ. The Pariah) (август 2021)

### Рассказы
Вселенная некоторых циклов произведений автора была расширена рассказами, выпущенными отдельно.

#### Тень ворона
- Лорд-коллекционер (англ. The Lord Collector) (2015)
- Дуэль зол (англ. A Duel of Evils) (2016)
- Госпожа воронов (англ. The Lady of Crows) (2017)
- Многие погибли (англ. Many Are the Dead) (2018)

#### Память драконов
- Сэндраннеры (англ. Sandrunners) (2015)